# Пирография

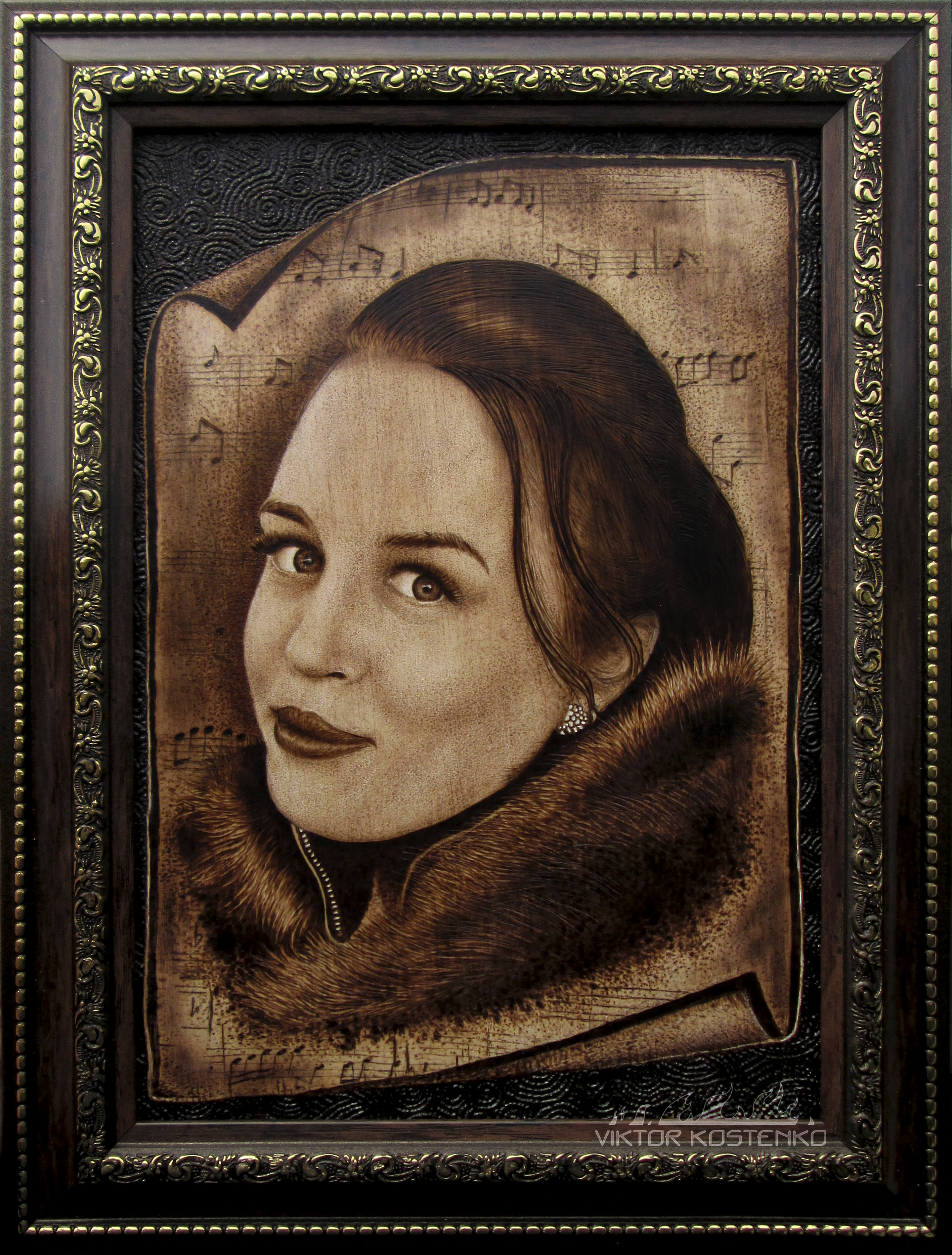
Выжженный вручную портрет.

Пирография (дословно — «рисование огнём») — техника, применяемая в декоративно-прикладном искусстве и художественной графике. Суть её заключается в том, что на поверхность какого-либо органического материала (древесины, фанеры, пробки, бумаги, картона, фетра, кожи, ткани) при помощи раскалённой иглы наносится рисунок. В основном в качестве материала применяется древесина, поэтому пирография широко известна как выжигание по дереву.
Пирограф (электровыжигатель) — прибор для выжигания по дереву, коже и другим материалам для создания художественного рисунка. Мастер, работающий в технике пирографии, называется пирографистом. Результат выжигания — пирогравюра.

## Инструменты для выполнения пирографии
Контактная пирография

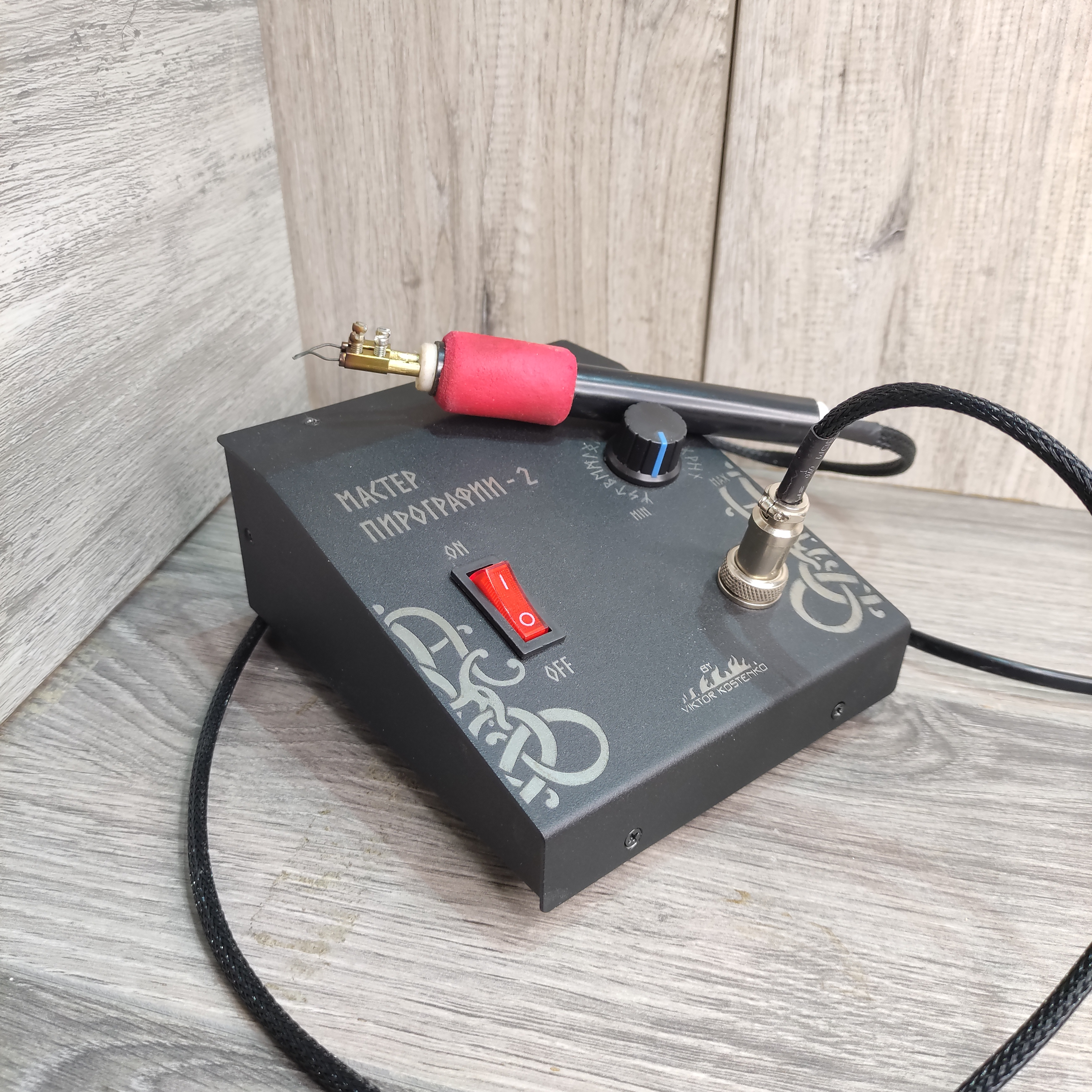
Пирограф — прибор для выжигания

Во второй половине XX века, благодаря изобретению электрического пирографа — прибора для выжигания (горячей гравировки) — пирография получила развитие как самостоятельная техника не только в ДПИ, но и в художественной графике. В то же время, пирография по дереву является одним из самых популярных (наряду с вышиванием и лепкой) видов детского и самодеятельного творчества во многих странах мира.
Современные выжигательные приборы для контактной пирографии бывают двух видов: 
1. Трансформаторные с нихромовой насадкой и регулировкой температуры.
2. Паяльникового типа с латунными насадками (в основном бывают без регулятора температуры, но встречаются модели и с регулировкой. Иногда мастера пирографии самостоятельно дорабатывают паяльниковые выжигатели, подключая к ним диммеры.)

Для продуктивной работы трансформаторный контактный прибор для выжигания должен иметь достаточную мощность (около 40 Вт), плавную регулировку температуры (на минимуме игла/насадка должна едва оставлять след на выжигаемой поверхности, на максимуме раскаляться до красна), на ручке пирографа должны быть винтовые зажимы, которые надёжно удерживают нихромовую иглу/насадку. Для самостоятельного изготовления игл/насадок обычно используется нихромовая проволока 0,8 — 1 мм. 
Тоновая пирография
Выжигать по дереву можно струёй пламени, для этого используется баллончик с газом с надетой на него газовой горелкой, например, с пьезоподжигом. При определённой сноровке можно выжигать не только чёрный фон, но и оттенки.
Кроме того, существует новосибирская тоновая пирография, при работе в этой технике, вместо раскалённой иглы, используется специальный прибор, изобретённый учёными новосибирского Академгородка. Этот прибор представляет собой духовую горелку в форме пистолета со сменными соплами разного диаметра, и с тонким шлангом, по которому пирографист пускает воздух в камеру нагревания непосредственно дуя в шланг ртом, или подключив его к компрессору. Такой бесконтактный выжигательный прибор позволяет выжигать по дереву струёй горячего воздуха, как кистью.
Солнечная пирография

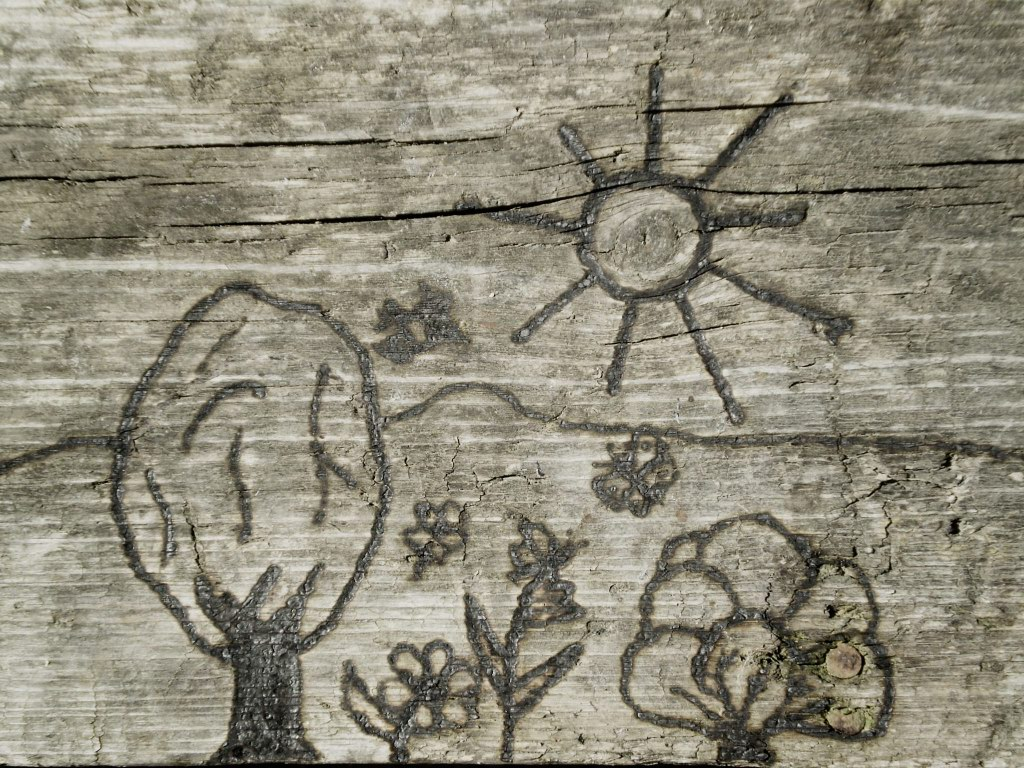
Рисунок, выполненный на деревянной доске с помощью солнечных лучей и линзы

Пирографию можно выполнять с помощью собирающей линзы. Это делается в солнечную погоду. В качестве обрабатываемой поверхности берётся деревянная доска, фанера, пластмасса или другой подобный материал. Для выжигания линза располагается таким образом, чтобы солнечные лучи сфокусировались на обрабатываемой поверхности. Затем линзу передвигают так, чтобы яркое пятно перемещалось по поверхности, оставляя линии. Необходимый размер линзы зависит от облачности и высоты нахождения Солнца над горизонтом — чем больше линза, тем сильнее она выжигает. Обычно годится линза диаметром от 5 сантиметров. Но слишком большая неудобна, потому что может привести к возгоранию поверхности.